# 男谷思孝
男谷 思孝（おたに ひろたか）は、江戸時代の旗本、能筆家。勝海舟の伯父に当たる。儒学者。米山検校（男谷検校）の孫。

## 略歴
旗本・男谷平蔵忠恕の長男として江戸に生まれる。寛政9年（1797年）に御勘定役、同12年（1800年）に表祐筆を務め、『寛政重修諸家譜』や『藩翰譜続編』の編纂に従事する。
信濃国天領中之条陣屋の代官として文化11年（1814年）から在陣し、同13年（1816年）には関東取締出役に倣って「信濃国総取締」を設置し、錯雑する天領と私領を行き来する無宿人や浪人、博徒を取り締まる一方、富農に出資させて相続御救金制度や小児養育金制度などを設けて貧民恤救に務め、名代官と慕われた。
文政4年（1821年）に越後国水原代官に異動。文政6年（1823年）からは江戸城二の丸御留守居役を務め、天保8年（1837年）には小十人頭となった。従甥に当たる男谷信友を婿養子に迎えている。
自著に「男谷彦四郎燕斎双鈎」がある。

## 登場する作品
- 小吉の女房（2019年、NHK BSプレミアム、テレビドラマ） - 演： 升毅（役名は「男谷彦四郎」）